# Povl Dissing
Povl Dissing (født 27. januar 1938 i Stavnsholt, død 18. juli 2022 i Hundested) var en af Danmarks største visesangere. Han var en troubadour med en karakteristisk stemme, der har leveret mange ørehængere – som Shel Silverstein-fortolkningen "25 minutter endnu". Han indledte sin karriere i midten af 1950'erne som trompetist i jazzorkestret "Mandagsorkestret". Senere blev det blues- og folkemusik.
Der gik nogle år, før Dissing opnåede den brede anerkendelse, han kom til at nyde. Mange havde svært ved at forstå hans hæse og teatralske fremførelser af sange fra den danske sangskat. En del syntes ikke, han behandlede dem med værdighed, mens andre troede, han gjorde grin med dem. Mange har hørt optagelsen fra 1965 med Dissings "Ak nej mor, gi' mig en hest mor", hvor publikum griner flere gange undervejs. Povl Dissing spillede de gamle sange, som om det var amerikanske bluesnumre. Det var yderst kontroversielt midt i 1960'erne.[kilde mangler]
I slutningen af 1960'erne indspillede Povl Dissing en række Shel Silverstein-numre oversat til dansk af Thøger Olesen. Han blev blandt andet bakket op af gruppen Beefeaters. De indspilninger står som nogle af de centrale i dansk beat,[kilde mangler] fx "Den grimmeste mand i byen" og "Kvælerslangen". Desuden var Beefeaters backing på Dissings album Dissing, i folkemunde Nøgne øjne, som ifølge Dansk Rockleksikon er "(..) kunst og skønhed på et meget højt plan". Dissing turnerede og indspillede tillige med Burnin Red Ivanhoe (albummet 6 Elefantskovcikadeviser) og Peter Thorup (blandt andet Yderst ude).
Men det var gennem et tæt samarbejde med Benny Andersen i fx Svantes viser i 1973, at Povl Dissing langsomt nærmest blev folkekær. Tre sange fra deres anden plade Oven visse vande samt "Svantes lykkelige dag" fra Svantes viser er med i Højskolesangbogen. Povl Dissings sang klæder viserne så godt, at han for mange er uløseligt knyttet til dem.
Povl Dissing medvirkede i mange teaterstykker, film og tv-arbejder, heriblandt Lokomotivet Thomas og hans venner, hvor han lagde stemme til de første og de nyeste sæsoner. Han udgav cirka 25 albums og arbejdede sammen med blandt andet Fuzzy, Peter Thorup og Benny Andersen. Han medvirkede tillige på henved 100 andre albums i alle rytmiske og melodiske genrer.
I de senere år spillede Povl Dissing også sammen med sine sønner, Rasmus og Jonas, samt Las Nissen i kvartetten Dissing, Dissing, Las og Dissing.
Povl Dissing medvirkede den 24. marts 2021 i DR1-programmet Morgensang, hvor han reciterede "Hilsen til forårssolen" i duet med Kaya Brüel. Det var Dissings sidste tv-optræden.
Povl Dissing døde den 18. juli 2022 i en alder af 84 år.

## Eksempler på udgivelser
- En aften i folkeklubben (1965)
- Der står en lille hest og sparker (ep med børnesange, bl.a. "Solen er så rød, mor") (1966)
- Jeg er en tosset spillemand (en opsamling af singler, bl.a. sammen med Benny Holst og med Beefeaters) (1968)
- Dissing (også kaldet "Nøgne Øjne", med Benny Holst og med Beefeaters) (1969)
- 6 Elefantskovcikadeviser (sammen med Burnin Red Ivanhoe) (1971)
- MorDanmark (1973)
- Svantes viser (sammen med Benny Andersen) (1973)
- Lykkeland (1977)
- Yderst ude (1980)
- Oven visse vande (sammen med Benny Andersen) (1982)
- Gamle sange i live (sammen med Peter Thorup) (1984)
- Hymner og ukrudt (sammen med Benny Andersen) (1984)
- I Danmark er jeg født (1986)
- Den sorte sejler (1988)
- Over adskillige grænser (sammen med Benny Andersen) (1988)
- Bellmann (1991)
- Dissing, von Daler og Søgård (1993)
- Zoo sange (1996)
- Krakemut mat Dissing i Kalaallit Nunaat (1997)
- Føl hvor jeg brænder (med Fuzzy aka Jens Vilhelm Pedersen) (1997)
- Skynd dig langsomt (med Benny Andersen og Jens Nielsen) (1998)
- Græsset må betrædes (1999)